# パラマハンサ・ヴィシュワナンダ
パラマハンサ・シュリ・スワミ・ヴィシュワナンダ（Paramahāṁsa Śrī Svāmī Viśvānanda、Mahadeosingh Visham Komalram、1978年6月13日 - ）は、モーリシャス島出身でドイツ在住のスピリチュアルマスター。
バクティ・マルガの創設者であり、多くの国にアシュラムやテンプルがある。(日本には長野、大阪、長崎)
バクティマルガは、国際的なスピリチュアル団体であり、ヒンドゥー教に根差す愛と献身(バクティ)の道を、その軸としている。
バクティマルガの世界観は、『私たちの本質は永遠の魂アートマであり、それは最高神ナーラーヤナの一部である。神と魂の間には関係が存在し、それは愛の関係である。人生が与えられている目的はその愛を経験するため。神と私たちの愛の関係を思いだし、育み、確立させること。そして最終的なゴールもまた、愛であり愛の完成である。それはグルであるパラマハンサ・ヴィシュワナンダの教えに従うことで達成される。』というもの。
パラマハンサ・ヴィシュワナンダの教え
バクティ・マルガのプラクティス(サーダナ)は4つの柱からなる。知識、ヨーガ&瞑想、儀式、アート(音楽、絵画など)の4つ。
ヨーガ&瞑想
ヨーガの軸をなすのが、アートマ・クリヤ・ヨーガである。2005年パラマハンサ・ヴィシュワナンダは、過って毒を持った種を食べ入院した先で、クリヤ・ヨーガの祖として有名なマハヴァター・ババジとコンタクトする。後にマハヴァターババジ自身から、パラマハンサ・ヴィシュワナンダの名を授かることになる。
2007年マハヴァター・ババジとパラマハンサ・ヴィシュワナンダは、協同してアートマ・クリヤ・ヨーガを世に伝える。クリヤ・ヨーガは、マハヴァター・ババジによって5,000年前から各時代、各グル、各地域などに応じてさまざまに伝えられてきたものであり、つまりさまざまなクリヤ・ヨーガが存在し、クリヤ・ヨーガによってテクニックも異なる場合がある。
アートマ・クリヤ・ヨーガは、マハヴァター・ババジとパラマハンサ・ヴィシュワナンダによって、現代を生きる人々のために作り上げた、バクティ(愛と献身)に基づくクリヤ・ヨーガである。
アートマ・クリヤ・ヨーガは、瞑想や呼吸法といったヨーガのテクニックでありながら、1つ1つのテクニックがバクティ(愛と献身)の表現となり、愛をアクティベートする祝福を含んでいるユニークなヨーガである。
知識
バクティマルガの知識は、パラマハンサ・ヴィシュワナンダの教えが最大の権限を持ち、バガヴァッドギーター、シュリーマッドバーガヴァタム、シュリーグルギーターなどの聖典も、リソースの一部である。
バクティマルガの知識は、パラマハンサ・ヴィシュワナンダおよびバクティマルガのYouTube、インスタグラムなどのSNSでたくさんの動画が頻繁にアップされている。
バクティ・マルガの構造
バクティ・マルガは、パラマハンサ・ヴィシュワナンダと彼を信奉するフォロワーたちによって成りっているが、その中で、フォロワー、ディボーティ、ブランマチャーリ(女性はブランマチャーリニ)、リシ(リシカ)、スワミ(スワミニ)と分類がある。フォロワーとは、彼にインスピレーション受け、彼の教えなどに興味があり実践する人々。ディボーティは、彼をサットグル(真実のグル)と認め受け入れ、イニシエーションを受けた人々。ブランマチャーリは、世俗的な事柄への執着を断ち、パラマハンサ・ヴィシュワナンダ、スピリチュアルな探求に身を捧げる決意をし、そのイニシエーション受けた人々。リシとは、パラマハンサ・ヴィシュワナンダの教えのエッセンスを伝える祝福を受け、旅をして人々を教化する役目を負った人々。スワミとは、パラマハンサ・ヴィシュワナンダの代表として、主に特定の国々の統括や、バクティマルガの中枢機関として機能する人々のことを言う。
日本での出版は、『バガヴァッドギーター・エッセンシャルズ』『ただ愛のみ』や『シュリー・グル・ギーター』（訳スワミニ・ダヤマティー）がある。来日は2015年、2016年、2018年、2024年4月。